# Conversio Bagoariorum et Carantanorum
Le Conversio Bagoariorum et Carantanorum (en français : « Conversion des Bavarois et des Carantaniens ») est un texte en latin écrit à Salzbourg dans les années 870. Il décrit la vie de saint Rupert († 718), le premier évêque à Salzbourg, ainsi que les activités de ses successeurs, en particulier leur activité de missionnaire sur le territoire des Bavarii et les régions voisines des Avars. Il se termine par une brève histoire de la Carantanie.
Ce texte a peut-être écrit par Adalwin en personne, alors archevêque de Salzbourg. Il s´agissait de donner au roi Louis le Germanique une perspective historique particulière sur la collision du travail des missionnaires de Salzbourg et les actions entreprises par les frères Cyrille et Méthode pour convertir les Slaves de Grande-Moravie et de Pannonie. Méthode, légat apostolique à la cour du prince Kocel, a été nommé archevêque résidant à Sirmium par le pape Adrien II en 870 ;  au cours de la même année, il fut arrêté et emprisonné pendant trois ans par l'épiscopat bavarois. Devant le roi, le Conversio doit faire la démonstration que l'évêché de Salzbourg avait depuis toujours joué un rôle important dans la christianisation de la Bavière, de la Carantanie et de la Pannonie.
Libéré en 873, Méthode retourna en Pannonie, mais il ne peut plus s'imposer face à l'activité missionnaire de l'archevêque Theotmar de Salzbourg.

## Littérature
- Fritz Lošek, Die Conversio Bagoariorum et Carantanorum und der Brief des Erzbischofs Theotmar von Salzburg, Monumenta Germaniae Historica: Studien und Texte, 15. Bd. (Hanovre, 1997).  (ISBN 3-7752-5415-3).